# フェルミニャーノ
フェルミニャーノ（伊: Fermignano）は、イタリア共和国マルケ州ペーザロ・エ・ウルビーノ県にある、人口約8,300人の基礎自治体（コムーネ）。

## 地理

### 位置・広がり
ペーザロ・エ・ウルビーノ県中部のコムーネ。ウルビーノから南へ6km、ペーザロから南西へ34kmの距離にある。

#### 隣接コムーネ
隣接するコムーネは以下の通り。
- アックアラーニャ
- カーリ
- フォッソンブローネ
- ウルバーニア
- ウルビーノ

### 気候分類・地震分類
フェルミニャーノにおけるイタリアの気候分類 (it) および度日は、zona E, 2233 GGである。
また、イタリアの地震リスク階級 (it) では、zona 2 (sismicità media) に分類される。

## 行政

### 分離集落
フェルミニャーノには、以下の分離集落（フラツィオーネ）がある。
- Bivio Borzaga, Ca' l'Agostina, Calpino, San Silvestro, Santa Barbara, Ca' Vanzino, Pagino, Villa furlo